# Пошта Анголи
Correios de Angola (укр. Пошта Анголи) — національний оператор поштового зв'язку Анголи зі штаб-квартирою в Луанді. Є державною компанією та підпорядковується уряду Анголи. Член Всесвітнього поштового союзу.